# Господарёв, Филипп Павлович
Господарёв Филипп Павлович (1865—1938) — белорусский и русский сказитель, сказочник.

## Биография
Родился в 1865 году в Белоруссии в деревне Забабье Могилевской губернии. Уже тогда он перенял ряд белорусских сказок от своего крестного отца К. К. Шевцова.
Занимался крестьянским трудом, с детства знал кузнечное дело.
В 1903 г. принял участие в восстании крестьян против властей, после подавления которого был осужден на пожизненную ссылку в Олонецкую губернию, в д. Шуя Петрозаводского уезда.
В 1907 г. переехал в Петрозаводск, поступил на Александровский завод в кузнечно-прессовый цех.
После Октябрьской революции владел небольшой кузницей на берегу реки Неглинки, занимался кустарным производством, подковывал лошадей для РККА.
Имел свой дом на улице Малая Слободская (не сохранился).
С 1922 года работал кузнецом и возчиком в артели «Красный транспортник».
В 1934 году вышел на пенсию по инвалидности, работал сторожем на слюдяной фабрике имени 8 Марта.
Среди горожан был известен физической силой. Мог поднять телеграфный столб, однажды во время представления профессионального борца вышел по его приглашению на поединок и победил его. Его сказки пользовались популярностью у рабочих Александровского завода.
Первые записи сказок Господарёва в 1937 г. были сделаны ленинградским исследователем фольклора Н. В. Новиковым. В 1941 г. им был издал крупный сборник «Сказки Филиппа Павловича Господарёва».
Всего от него записано 106 сказок, в основном волшебных. В советское время Господарёв сочинил и несколько современных сказок на тему советского быта и раскрепощения женщин «Как Марья с Иваном сравнялись», «Как рабочий и мужик правду искали», «Красные орлята».
Господарёв выступал со своими сказками перед преподавателями и студентами филологическом факультете Ленинградского госуниверситета. Его произведения публиковались в карельских газетах и журналах.
Могила Господарёва находится на Зарецком кладбище в Петрозаводске. Современный памятник по проекту художника Н. П. Тришкова установлен в 1980-х годах.
Жизни и творчеству Ф. П. Господарёва посвящена книга писателя В. П. Пулькина «Перун-трава» (1985).